# پادرن
پادرن (به اسپانیایی: Paderne) یکی از دهستان‌های اسپانیا است که در استان لاکرونیا واقع شده‌است.

## خصوصیات
پادرن ۳۸٫۳ کیلومترمربع مساحت و ۲٬۶۷۲ نفر جمعیت دارد.